# Rua XV de Novembro

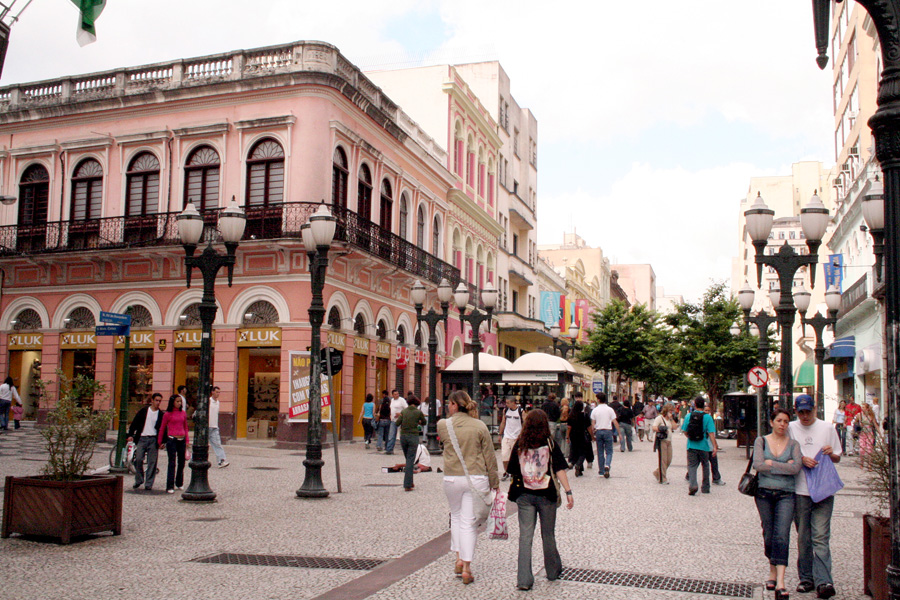
Rua XV de Novembro, una de las principales calles de Curitiba, transformada en calle peatonal en 1972.

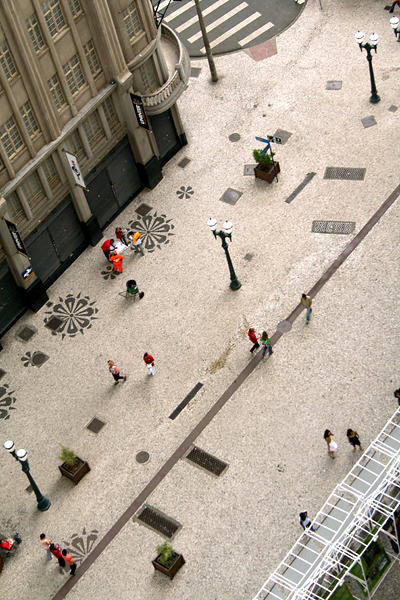
Panorama de la calle.

La Rua XV de Novembro es una de las principales calles del centro de la ciudad de Curitiba, capital de estado de Paraná. Fue la primera gran vía pública exclusiva para peatones de Brasil, inaugurada en 1972. La transformación de la calle fue uno de los primeros proyectos del alcalde de Curitiba, Jaime Lerner, quien era urbanista. Lleva el nombre de la Proclamación de la República de Brasil, que tuvo lugar el 15 de noviembre de 1889.
Se caracterizada por edificios y centenarios, bares turísticos y canteros de flores en toda su extensión. Uno de sus edificios más notables es el Palacio Avenida y al final del calçadão está localizado una de las principales entidades del estado, la Asociación Comercial de Paraná.
La calle es escenario de artistas callejeros, como payaso que interaccionan con los transeúntes, músicos y hombres-estatua.